# Ивановски, Мирко
Мирко Ивановски (макед. Мирко Ивановски; род. 31 октября 1989, Битола) — македонский футболист, нападающий клуба «Пелистер». Выступал за сборную Македонии.

## Карьера

### Клубная
Воспитанник футбольной школы команды «Пелистер» из Битолы. Карьеру начал в этом клубе летом 2006 года, но из-за конкуренции всего два раза сыграл за основной состав клуба и в июле 2008 года покинул команду, подписав контракт со столичным клубом «Македония». 5 февраля 2010 года чешский клуб «Славия» из Праги, интересовавшийся игроком, подписал контракт с Мирко об аренде до конца сезона 2010/11. В составе пражан Ивановски провёл 10 игр и трижды в них отличился. По окончании срока аренды Мирко перешёл в польский клуб «Арка» из Гдыни. В составе румынского клуба «Астра» провёл 45 матчей и забил 11 голов, а в сезоне 2013/14 выиграл Кубок Румынии.
Летом 2024 года вернулся в свой бывший клуб «Пелистер».

### В сборной
Мирко Ивановски являлся основным игроком национальной сборной до 21 года. 22 декабря 2010 Мирко дебютировал в составе основной сборной в матче против Китая. Вторую игру он провёл 2 сентября 2011 против сборной России, выйдя на 75-й минуте вместо Александара Трайковски. На матч он был заявлен под 22 номером. В третьей своей игре Мирко забил свой первый гол: это случилось 6 сентября 2011 года в матче против Андорры на 59-й минуте встречи. Гол Ивановски стал победным для македонцев, однако игрок также отметился и со знаком «минус», получив на 24-й минуте жёлтую карточку.

## Достижения
- Обладатель Кубка Румынии: 2014